# Leopoldo Contarbio
Leopoldo Contarbio (Buenos Aires, 29 de abril de 1929 - 24 de agosto de 1993) fue un jugador de baloncesto argentino. Fue uno de los integrantes de la selección que ganó el mundial de Argentina 1950, primer mundial que se disputó en baloncesto.  